# Krytonosek kolumbijski
Krytonosek kolumbijski (Scytalopus stilesi) – gatunek małego ptaka z rodziny krytonosowatych (Rhinocryptidae). Po raz pierwszy opisany w 2005 roku. Występuje endemicznie w Kordylierze Środkowej w Kolumbii. Jego naturalnym środowiskiem są wilgotne lasy wyżynne i górskie pomiędzy 1420 a 2130 m n.p.m. (znaleziony tam na 21 stanowiskach).
W Czerwonej księdze gatunków zagrożonych IUCN krytonosek kolumbijski od 2007 roku klasyfikowany jest jako gatunek najmniejszej troski (ang. Least Concern – LC). Pomimo niewielkiego zasięgu występowania szacuje się, że jest ptakiem dość pospolitym. Ze względu na brak dowodów na spadki liczebności bądź istotne zagrożenia dla gatunku BirdLife International uznaje trend liczebności populacji za stabilny.